# Ramon Folch
Ramon Folch i Camarasa (Barcelona, 30 de octubre de 1926-Mollet del Vallés, 2 de enero de 2019) fue un escritor español, conocido popularmente por ser el guionista del cómic Les aventures extraordinàries d'en Massagran, basado en las novelas de su padre, Josep Maria Folch, y por su actividad en la revista ilustrada infantil En Patufet.

## Biografía
Nació el 30 de octubre de 1926 en Barcelona, siendo el noveno hijo del escritor Josep Maria Folch (Folch i Camarasa comentaba con ironía que le habría gustado que en las enciclopedias Folch i Torres figurase como "padre del escritor Folch i Camarasa"). Estudió Derecho en la Universidad de Barcelona aunque no terminó la carrera. 
En 1986 fue galardonado con la Creu de Sant Jordi, concedida por la Generalidad de Cataluña. En 2006 fue investido doctor honoris causa por la Universidad Autónoma de Barcelona en reconocimiento de su vasta tarea como traductor literario.
Falleció el 2 de enero de 2019.

## Obra literaria
Sus primeros contactos con la literatura profesional los tuvo con la Editorial Janés, donde fue corrector y después traductor. En esta actividad trabajará por un periodo largo de tiempo en Ginebra, en la Organización Mundial de la Salud, desde 1976 a 1983, año en el que se jubiló y se estableció en Palau-solità i Plegamans.
Desde Suiza y Cataluña se dedicó siempre a la literatura y la traducción. También colaboró con la histórica revista En Patufet. Además de la extensa obra narrativa y las traducciones, otra actividad artística del autor son los guiones del cómic Les aventures extraordinàries d'en Massagran.

## Obra publicada
| - 1954 Camins en la ciutat - 1957 La maroma - 1958 El meu germà gran - 1959 El nàufrag feliç - 1961 La sala d'espera - 1965 La visita - 1965 Tota aquesta gent - 1965 L'alegre festa - 1966 Adéu, abans d'hora - 1966 L'estiu més bonic - 1967 El no - 1967 Cap de setmana damunt l'herba - 1968 Bon dia, pare - 1969 No ploris, home - 1972 Les meves nits en blanc - 1973 Tota una altra cosa - 1976 Històries Possibles, I (Antologia) - 1977 Quan el terror truca a la porta - 1980 Històries Possibles, II (Antologia) - 1983 Sala de miralls - 1983 Estrictament confidencial - 1991 Manual del perfecte escriptor mediocre - 1997 Testa de vell en bronze - 2005 Manual de la perfecta parella mediocre | - 1954 Un vailet entre dos reis - 1955 Aquesta petita cosa - 1957 Una crosta - 1957 Dues hores - 1991 Mans enlaire - 1993 El primer plet - 1993 El Pretendent - 1993 Clara, però no gaire - 1993 Pis per llogar - 1993 L'única tàctica - 1993 Bon Nadal, Mònica - 1994 No, tia - 1994 La veu que ens crida - 1994 Amor de dentista - 1994 Totes les roses - 1994 Tres secrets - 1994 El sopar de Gala - 1994 Pobre senyoret - 1994 Teatre al jardí alpí - Una altra guerra - No es pot servir dos senyors - La pista - Vent de març - ¡Manos arriba! |

## Premios literarios
- 1954 Premio Ciudad de Barcelona de teatro por Aquesta petita cosa
- 1956 Premio Sant Jordi de novela por La maroma
- 1960 Premio Víctor Català por La sala d'espera
- 1964 Premio Sant Jordi de novela por La visita
- 1982 Premio Ramon Llull de novela por Sala de miralls
- 1991 Premio Pere Quart de humor y sátira por Manual del perfecte escriptor mediocre
- 1997 Premio Sant Joan de narrativa por Testa de vell en bronze

| Predecesor: Joan Perucho | Premio Ramon Llull de novela 1982 | Sucesor: Pere Gimferrer |